# Contwig

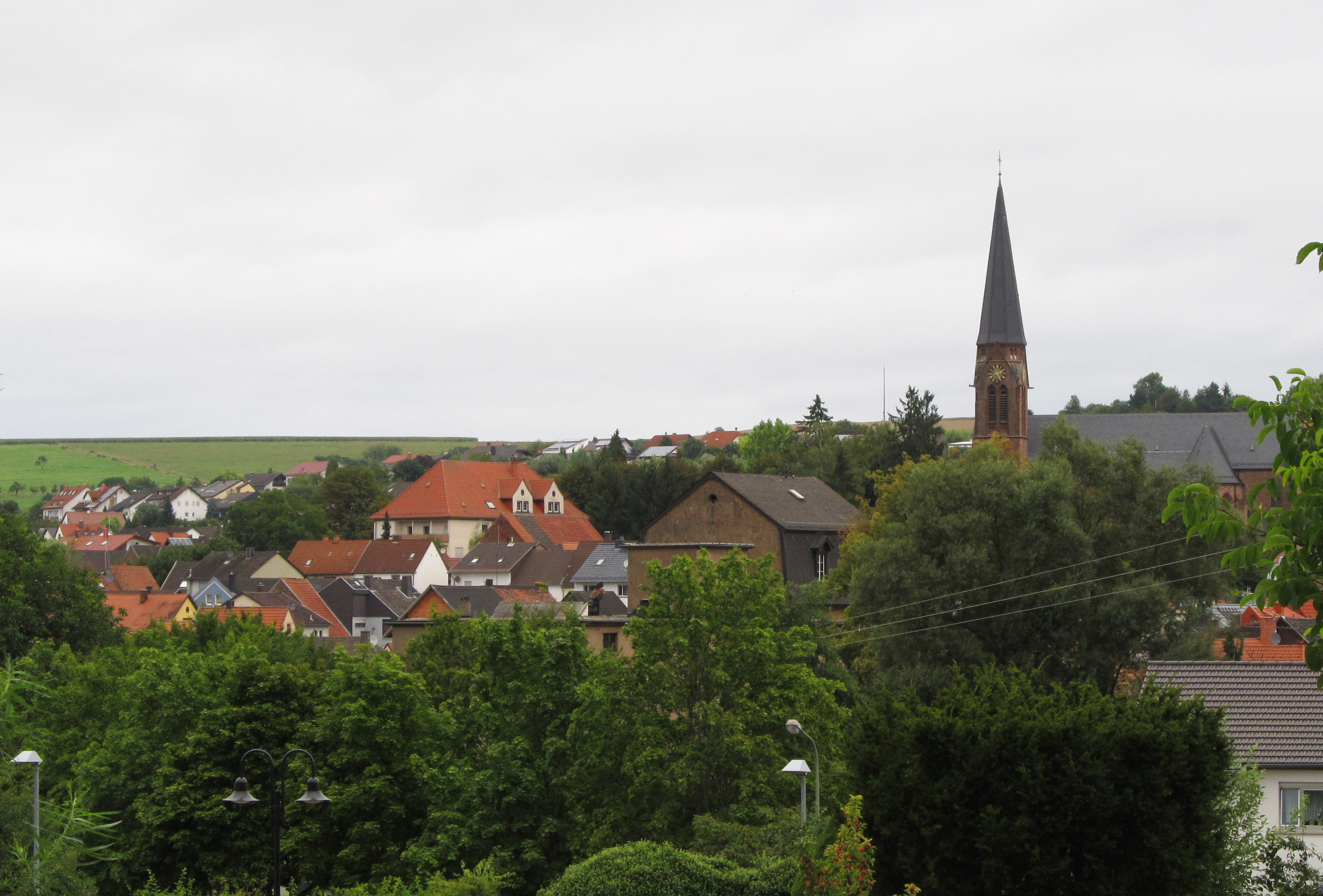
Blick auf Contwig

Contwig ist eine Ortsgemeinde im Landkreis Südwestpfalz in Rheinland-Pfalz. Sie gehört der Verbandsgemeinde Zweibrücken-Land an, innerhalb derer sie sowohl hinsichtlich der Zahl der Einwohner als auch hinsichtlich der Fläche die größte Ortsgemeinde darstellt. Zudem ist sie die einwohnermäßig zweitgrößte innerhalb des Landkreises.

## Geographie

### Lage
Contwig befindet sich innerhalb der Westricher Hochfläche, liegt im Schwarzbachtal in der Region Pfalz und grenzt im Westen an die Stadt Zweibrücken. Die Gemeinde gliedert sich in die Ortsteile Contwig und Stambach. Zum Ortsteil Contwig gehören zusätzlich die Wohnplätze Dudelbingerhof, Gödelsteinhof, Heckenaschbacherhof, Mühlbachhof, Offweilerhof, Ruppenthalerhof, Steitzhof, Truppacherhof, Wahlbacherhof und Werderhof. Nachbargemeinden sind – im Uhrzeigersinn – Battweiler, Reifenberg, Rieschweiler-Mühlbach, Dellfeld, Walshausen, Dietrichingen, Althornbach und Zweibrücken.

### Gewässer
Die Gemeinde wird in Ost-West-Richtung vom Schwarzbach durchflossen. Vor Ort nimmt er mehrere Nebenflüsse wie den Wahlbach, den Bach vom Ehringer Wald, den Stambach, Hohlbach, Bach am Mühlberg und der Contwiger Graben.

## Geschichte
Contwig wurde erstmals 1237 urkundlich erwähnt. Unter Angabe dieses Jahres wird in den Regesten des Klosters Hornbach vermerkt, dass Rudolf I.,Abt. von Hornbach, „Fischereirechte zu Zweibrücken und Kuntwich“ an Heinrich II., Graf von Zweibrücken, abtritt. Von der frühen Neuzeit bis zum Ende des 18. Jahrhunderts zum Herzogtum Pfalz-Zweibrücken. 1357 wird das Dorf „Contwigk“ durch die Edelknechte und Brüder Bertram und Nikolaus an den Grafen Walram von Zweibrücken verkauft. In Folge der Reformation im Herzogtum Zweibrücken im Jahre 1526, wird Nielahs, seit 1529 Pfarrherr zu Contwig, um das Jahr 1533 Lutheraner und mit ihm die gesamte Pfarrei lutherisch. Im Jahre 1635 wird der reformierte Pfarrer Johann Heinrich Gelan beim Verlassen der Kirche von kaiserlichen Soldaten kroatischer Herkunft erstochen. Die Kirche wird bis auf den Turm zerstört. Die Pfarrstelle wird erst im Jahre 1653 wieder besetzt. Bis 1637 halten spanische Truppen das Herzogtum besetzt und halten sich auch in Contwig auf. Nach dem Dreißigjährigen Krieg werden Schweizer, Tiroler und andere Einwanderer im Zweibrücker Land ansässig.
Von der frühen Neuzeit bis zum Ende des 18. Jahrhunderts zum Herzogtum Pfalz-Zweibrücken.
Von 1798 bis 1814, als die Pfalz Teil der Französischen Republik (bis 1804) und anschließend Teil des Napoleonischen Kaiserreichs war, war Contwig in den Kanton Zweibrücken eingegliedert und war Sitz einer Mairie, zu der zusätzlich Dellfeld, Niederauerbach, Oberauerbach und Stambach gehörten. 1815 wurde der Ort Österreich zugeschlagen. Bereits ein Jahr später wechselte Contwig wie die gesamte Pfalz in das Königreich Bayern. Von 1818 bis 1862 gehörte die Gemeinde dem Landkommissariat Zweibrücken an; aus diesem ging das Bezirksamt Zweibrücken hervor.
Ab 1939 war der Ort Bestandteil des Landkreises Zweibrücken. Nach dem Zweiten Weltkrieg wurde Contwig innerhalb der französischen Besatzungszone Teil des damals neu gebildeten Landes Rheinland-Pfalz. Im Zuge der ersten rheinland-pfälzischen Verwaltungsreform wurde der Nachbarort Stambach am 7. Juni 1969 nach Contwig eingemeindet. Drei Jahre später folgte die Auflösung des Landkreises Zweibrücken; damit einhergehend wechselte die Gemeinde zudem in den Landkreis Pirmasens, der 1997 in „Landkreis Südwestpfalz“ umbenannt wurde. Im selben Jahr wurde sie in die neu gebildete Verbandsgemeinde Zweibrücken-Land eingegliedert.
Die Herkunft des Ortsnamens ist nicht eindeutig geklärt. Die wahrscheinlichste Deutung lässt auf den Namen „Ort am Zusammenfluss“ schließen. Der Name selbst weist darauf hin, dass der Ort eine ursprünglich keltische Siedlung am Zusammenfluss von Schwarzbach und Schottenbach ist, die infolge der römischen Eroberung den Namen „condate vicus“ (oder ähnlich) erhielt. Dieser Name hat sich dann – durch etwa 2000 Jahre hindurch – mit geringfügigen Änderungen erhalten.

## Bevölkerung

### Einwohnerstatistik
1834 hatte der Ort 1378 Einwohner. Davon waren 829 Katholiken, 520 Protestanten und 29 Mennoniten. In den folgenden anderthalb Jahrhunderten setzte ein rasantes Bevölkerungswachstum ein; die Eingemeindung Stambachs trug dazu bei, dass sie auf über 5000 stieg. Mittlerweile ist sie rückläufig. Mitte der 2000er Jahre sank die Einwohnerzahl wieder auf unter 5000.

### Konfessionsstatistik
Mit Stand 30. Juni 2005 waren von den Einwohnern 51,6 % katholisch, 35,9 % evangelisch und 12,5 % waren konfessionslos oder gehörten einer anderen Glaubensgemeinschaft an. Der Anteil der evangelischen und katholischen Kirchenmitglieder an der Gesamtbevölkerung ist seitdem jährlich um 1 Prozentpunkt gesunken. Derzeit (Stand 31. Juli 2025) liegt der Anteil der katholischen Bürger bei 35,0 %, der evangelischen bei 31,5 % und der Sonstigen bei 33,5 %.

### Christentum
Die Katholiken gehören zum Bistum Speyer und unterstehen dort dem Dekanat Pirmasens, die Protestanten zur Evangelischen Kirche der Pfalz. 1928 besaßen sowohl die Katholiken als auch die Protestanten vor Ort eine Pfarrei.

## Politik

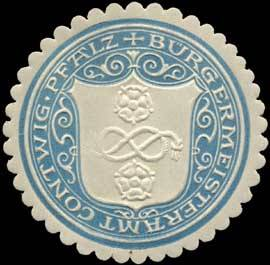
Siegelmarke Bürgermeisteramt Contwig

### Gemeinderat
Der Gemeinderat in Contwig besteht aus 22 Ratsmitgliedern, die bei der Kommunalwahl am 9. Juni 2024 in einer personalisierten Verhältniswahl gewählt wurden, und der ehrenamtlichen Ortsbürgermeisterin als Vorsitzender.
Die Sitzverteilung im Gemeinderat:
| Wahl | SPD | CDU | FDP | UWG | Gesamt   |
| ---- | --- | --- | --- | --- | -------- |
| 2024 | 7   | 13  | 2   | –   | 22 Sitze |
| 2019 | 7   | 11  | 2   | –   | 20 Sitze |
| 2014 | 6   | 11  | 1   | 2   | 20 Sitze |
| 2009 | 4   | 12  | 2   | 2   | 20 Sitze |
| 2004 | 4   | 13  | 1   | 4   | 22 Sitze |

- UWG = Unabhängige Wählergemeinschaft Zweibrücken-Land e. V.

### Bürgermeister
Nadine Brinette (CDU) wurde am 9. April 2021 Ortsbürgermeisterin von Contwig. Bei der Direktwahl am 14. März 2021 hatte sie sich mit einem Stimmenanteil von 54,4 % gegen David Betz (SPD) durchgesetzt. Bei der Direktwahl am 9. Juni 2024 wurde sie ohne Gegenkandidat mit 80,6 % der Stimmen erneut in ihrem Amt bestätigt.
Brinettes Vorgänger Karl-Heinz Bärmann (CDU) war seit Anfang 2009 Ortsbürgermeister. Zuvor hatte er bereits als damaliger Beigeordneter stellvertretend die Amtsgeschäfte geführt, nachdem der frühere Ortsbürgermeister Wilhelm Sefrin (CDU) verstorben war. Zuletzt bei der Direktwahl am 26. Mai 2019 mit einem Stimmenanteil von 63,22 % in seinem Amt bestätigt, hatte er es jedoch zum 31. Dezember 2020 vorzeitig niedergelegt.

### Wappen
| Wappen von Contwig | Blasonierung: „In Blau ein zu einem Liebesknoten (Achtknoten) verschlungenes goldenes Seil mit verknoteten Enden, oberhalb und unterhalb begleitet von zwei silbernen Rosen mit goldenen Butzen und grünen Kelchblättern, die untere gestürzt (mit dem Kelchblatt nach oben weisend).“ |
| Wappen von Contwig | Wappenbegründung: Das Wappen wurde 1983 durch die Bezirksregierung Rheinhessen-Pfalz verliehen. Es greift das bisher bereits von der Gemeinde verwendete Motiv des Liebesknotens auf.                                                                                                  |

## Kultur und Sehenswürdigkeiten

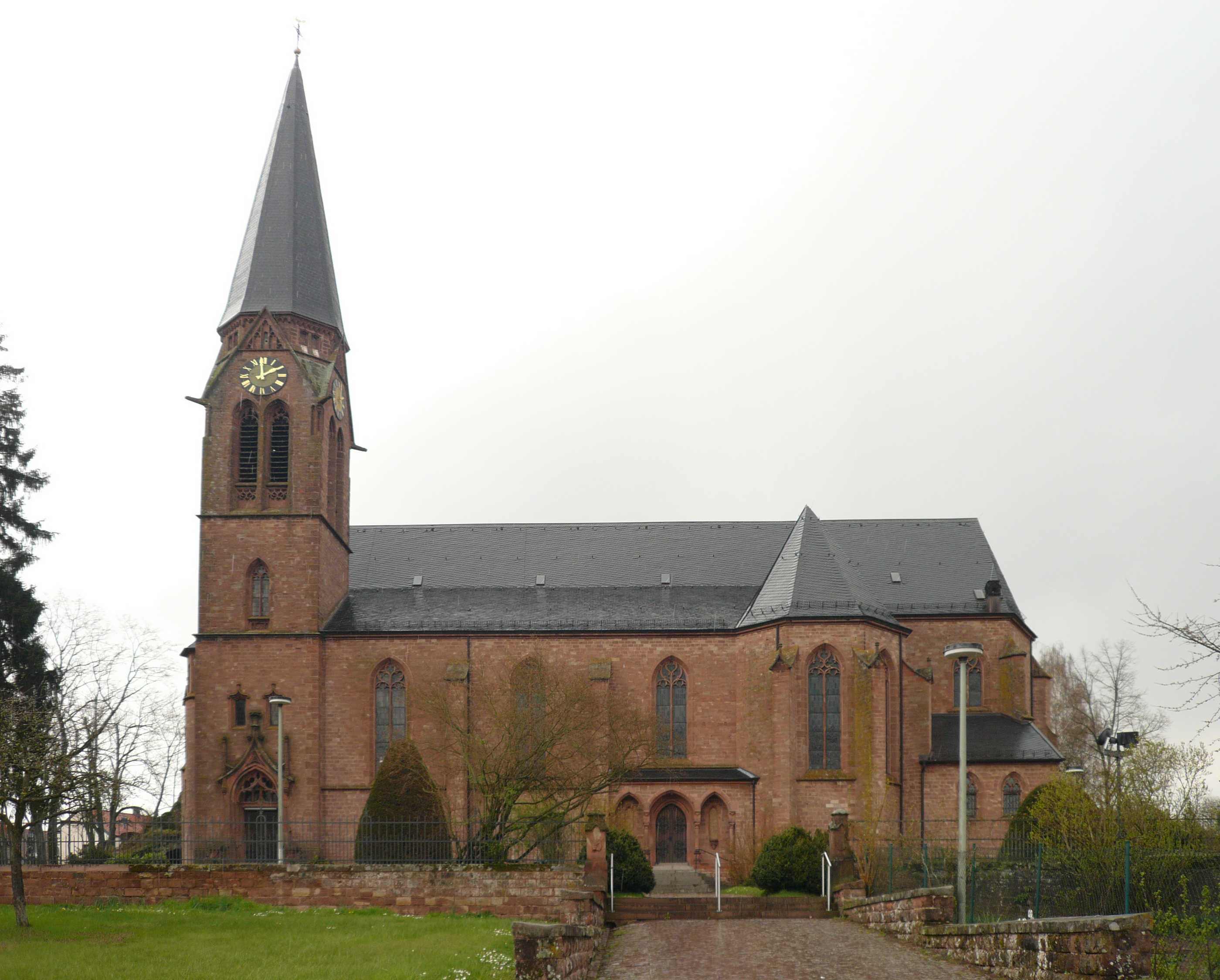
Die 1906 erbaute, katholische St. Laurentius-Kirche

### Kulturdenkmäler
Vor Ort existieren insgesamt 22 Objekte, die unter Denkmalschutz stehen, darunter die
Katholische Kirche St. Laurentius, die evangelische Kirche Martin-Luther Kirche, die Katholische Kirche Maria Königin der Engel und die evangelische Christuskirche Stambach.

### Natur
Auf Gemarkung der Gemeinde existieren insgesamt vier Naturdenkmale. Zudem befinden sich auf dem Gemeindegebiet die Naturschutzgebiete Monbijou, Am Gödelsteiner Hang, Auf der Pottschütthöhe und Wahlbacher Heide.

### Musik
Es gibt ein Orchester Contwig das aus dem Musikzug der VT Contwig hervorgegangen ist.

### Sport
Größter Verein in Contwig ist die Vereinigte Turnerschaft Contwig 1888 e. V. mit über 900 Mitgliedern. Örtlicher Fußballverein ist der SV Palatia Contwig. Der Name des Vereins leitet sich aus der lateinischen Bezeichnung für Pfalz ab. Von 1969 bis 1971 wurde ein beheiztes Freibad gebaut. Die am 5. Juni ausgetragene Etappe des Radrennens Trofeo Karlsberg 2010 führte außerdem über Contwig.

### Regelmäßige Veranstaltungen
Das Dorffest findet im Rhythmus von drei Jahren statt. An Fasching findet samstags der große Ball im Gebäude der Vereinigten Turnerschaft statt. Kirmes ist am zweiten Wochenende im September. Stambach feierte im Jahr 2007 sein 700-jähriges Bestehen. Am dritten Advent findet der Weihnachtsmarkt statt.

## Wirtschaft und Infrastruktur

### Wirtschaft
Seit 2013 existiert mit dem Kornkammer-Brauhaus zum Truppacher Hof vor Ort eine Brauerei.

### Verkehr

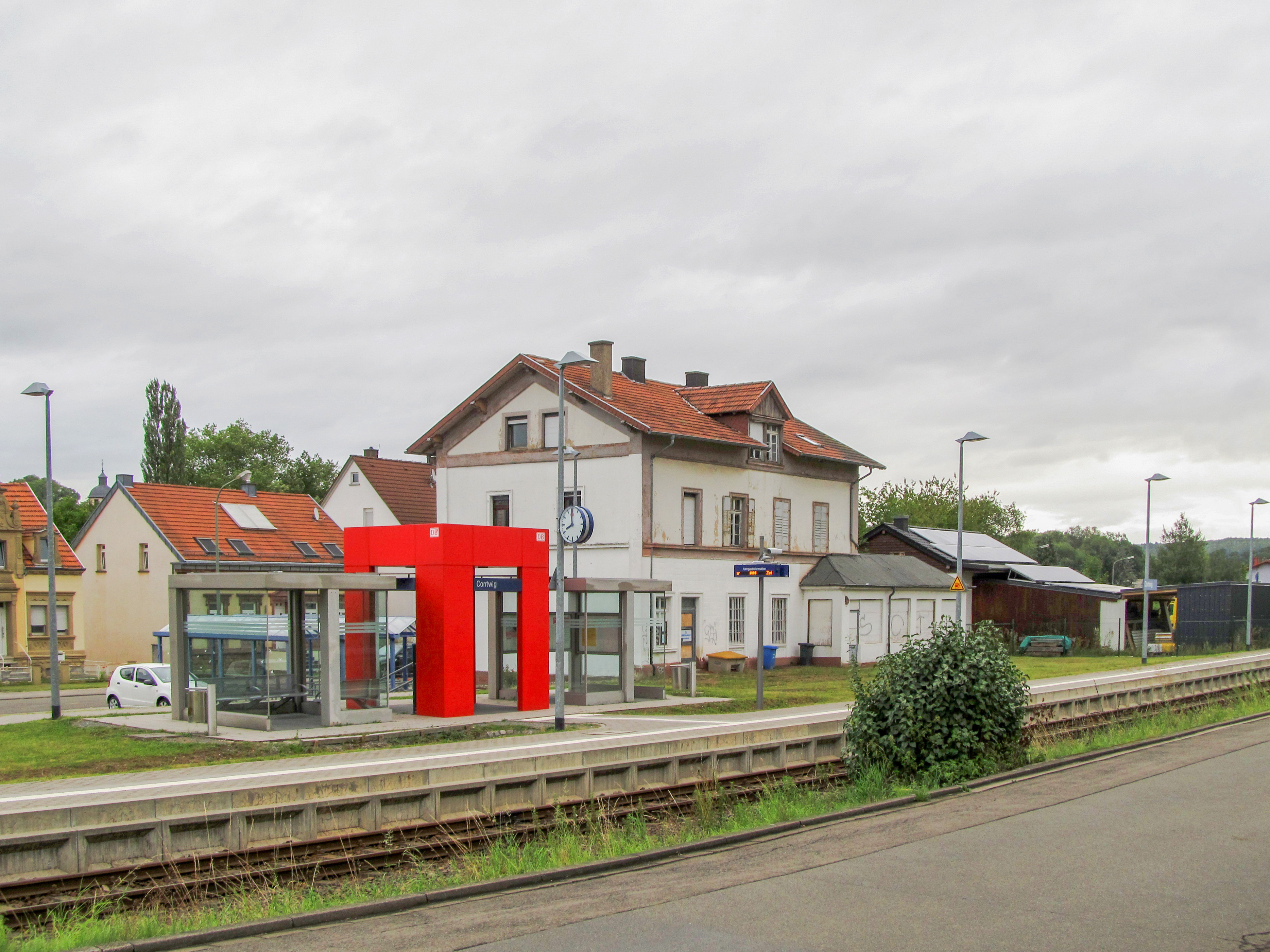
Bahnhof Contwig

Mitten durch Contwig verläuft die Landesstraße 471. Die Kreisstraße 72 verbindet die Gemeinde mit der Zweibrücker Kernstadt. Die Kreisstraße 73 bindet den Ruppenthalerhof an das Straßennetz an. Die Kreisstraße 74 führt vom Zweibrücker Gewerbepark über die Contwiger Ortsmitte bis nach Oberauerbach. Über die Bundesautobahn 8 (Perl–Pirmasens) ist Contwig an das überregionale Straßennetz angebunden.
Der öffentliche Nahverkehr war ab 2000 im Westpfalz-Verkehrsverbund (WVV) organisiert, der seit Sommer 2006 vollständig in den Verkehrsverbund Rhein-Neckar (VRN) integriert ist. Zudem besitzt die Gemeinde mit dem Bahnhof Contwig und einem Halt im Ortsteil Stambach zwei Halte an der Bahnstrecke Landau–Rohrbach. Er wird von Regionalbahnen der Linie RB 68 bedient, die zwischen Pirmasens und Saarbrücken verkehren. Das noch vorhandene Empfangsgebäude spielt für den Bahnbetrieb inzwischen keine Rolle mehr.

### Institutionen
Während der Zugehörigkeit zu Frankreich war der Ort Sitz eines Friedensgerichts, das dem Tribunal erster Instanz Zweibrücken unterstand.

### Tourismus

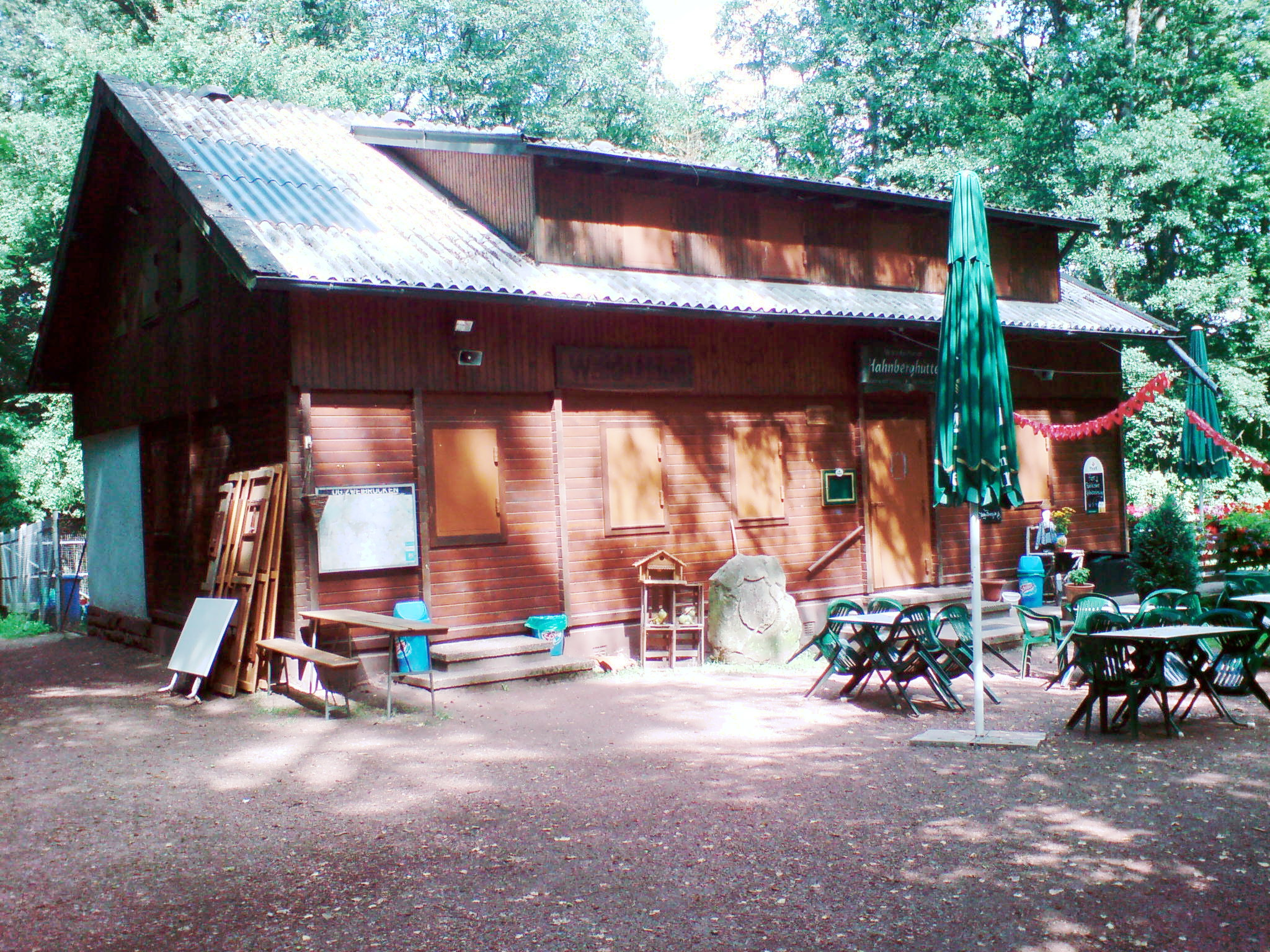
Hahnberghütte

Innerhalb der Gemeindegemarkung befinden sich im Westen die 1922 eingeweihte und von der Zweibrücker Ortsgruppe Pfälzerwald-Vereins betriebene Hahnberghütte und die am südlichen Siedlungsrand liegende, von der Ortsgruppe Contwig unterhaltene Mühlberghütte. Durch Contwig führt der von Hornbach nach Wilgartswiesen verlaufende Pirminius-Radweg. Im Ort gibt es mit dem Steinhauerweg zudem ein 16 Kilometer langer Rundwanderweg, der an Steinhauerarbeiten aus dem 20. Jahrhundert entlang führt. Ein weiterer Wanderweg ist mit einem grünen Balken markiert. Außerdem ist die Ortsgemeinde westlicher Ausgangspunkt eines Wanderwegs, der mit einem gelben Balken gekennzeichnet ist und der bis nach Germersheim führt. Zudem liegt die Gemeinde an der mit einem rot-weißen Balken markierten Weiterführung des Höcherbergwegs, der ursprünglich in Niederwürzbach beginnt und dessen Erweiterung östlich bis nach Böchingen reicht.
Darüber hinaus verfügt Contwig über das Warmfreibad ConAqua. Neben einem Kinder- und Nichtschwimmerbecken verfügt es auch über ein Sportbecken sowie einen Sprungturm mit 1-, 3-, und 5-Meter-Plattformen. Angebunden an das Freibad ist ein Wasserspielplatz.

### Schulen und Kindergärten
Im Ort gibt es eine Grundschule, die den Namen Pestalozzischule trägt. Bis zum Schuljahr 2019/2020 wurden zwei Standorte, davon einer im Hauptort und einer im Ortsteil Stambach, unterhalten. Schimmelbefall am Schulgebäude in Contwig sorgte jedoch für nicht hinnehmbare Beeinträchtigungen des Schulbetriebs in Contwig. Da eine Sanierung des Gebäudes unwirtschaftlich gewesen wäre, ordnete die Verbandsgemeinde die endgültige Schließung des Gebäudes an. Die Schüler werden seit dem Schuljahr 2020/2021 daher gänzlich im Ortsteil Stambach unterrichtet, vorübergehend teilweise in Containern. Der Stambacher Standort soll künftig erweitert werden.
Mit der Goetheschule Contwig gibt es in der Gemeinde außerdem eine Integrierte Gesamtschule.
Zudem gibt es einen katholischen und einen evangelischen Kindergarten in Contwig. Dem evangelischen Kindergarten ist ein Hort angeschlossen. Im Ortsteil Stambach befindet sich außerdem ein neuer gemeindeeigener Kindergarten. Ein vierter Kindergarten befindet sich zurzeit im Rathaus, da die Bauarbeiten am Neubau ebenfalls wegen eines Schimmelbefalls gestoppt wurden.

## Persönlichkeiten

### Ehrenbürger
- Alfred Hüther (1922–2010), Altbürgermeister

### Söhne und Töchter der Gemeinde
- Friedrich Hudlett (1866–nach 1920), Politiker (ZENTRUM, BVP)
- Kurt von Geitner (1884–1968), Offizier
- Aloys Becker (1898–1982), Richter beim Bundesdisziplinarhof und Leiter des Polizeiamts Gelsenkirchen
- Max Sefrin (1913–2000), Politiker (Ost-CDU) und Minister in der DDR
- Klaus Gröschel (* 1949), Autor, Gymnasiallehrer
- Wolfgang Stauch (* 1968), Schriftsteller

### Personen, die in der Gemeinde gewirkt haben
- Lisa Bärmann, 2015 Teilnehmerin bei Germany’s Next Topmodel
- Anna Felzmann (* 1992), Leichtathletin, startete bis 2004 bei der Vereinigten Turnerschaft Contwig (VTC)
- Johannes Groh (1786–1857), Priester, von 1828 bis 1830 vor Ort Pfarrer
- Ludwig Liebel (1887–1962), Politiker (NSDAP), arbeitete vor Ort zeitweise als Volksschul- und Hauptlehrer
- Manfred Nafziger, Träger des Bundesverdienstkreuzes und Ökonomierat